# Vallberget
För berget utanför Tavelsjö, se Vallberget, Tavelsjö
Vallberget (fi. Vallikallio) är en del av stadsdelen Alberga i Esbo stad.  
Vallberget består till största delen av höghusbebyggelse som främst byggts på 1980- och 1990-talen. Området har fått sitt namn av en skogbeklädd bergsknall där befästningar byggdes under första världskriget. Det är den högsta punkten i Vallberget och man kan därifrån se över Alberga. 